# Wojewodowie nowogródzcy

## Wojewodowiewojewództwa nowogródzkiegoWielkiego Księstwa LitewskiegoiRzeczypospolitej
| Monarcha                                                 | #  | Wojewoda                                         | Portret | Herb | Lata sprawowania urzędu | Lata życia                                           |
| -------------------------------------------------------- | -- | ------------------------------------------------ | ------- | ---- | ----------------------- | ---------------------------------------------------- |
|                                                          | 1  | Jan Gojcewicz                                    |         |      |                         |                                                      |
|                                                          | 2  | Jan Połubiński                                   |         |      |                         |                                                      |
|                                                          | 3  | Iwan Litawor Chrebtowicz                         |         |      | do 1500                 |                                                      |
| Aleksander I Jagiellończyk                               | 4  | Semen Holszański Semen Juriewicz Holszański      |         |      | 1500 - 1501             | zm. 1505                                             |
| Aleksander I Jagiellończyk/ Zygmunt I Stary              | 5  | Jan Gliński                                      |         |      | 1501 - 1508             | 1465 – 1524                                          |
| Zygmunt I Stary                                          | 6  | Olbracht Gasztołd                                |         |      | 1508 - 1514             | 1470 – 1539                                          |
| Zygmunt I Stary                                          | 7  | Stanisław Gasztołd                               |         |      | 1514 - 1542             | ok. 1507 – 18 grudnia 1542                           |
| Zygmunt I Stary/ Zygmunt II August                       | 7  | Aleksander Chodkiewicz                           |         |      | 1544 - 1549             | 1457 - 28 maja 1549                                  |
| Zygmunt II August                                        | 9  | Jan Hornostaj Iwan Ostafiewicz Hornostaj         |         |      | 1551 - 1558             | zm. 1558                                             |
| Zygmunt II August/ Henryk III Walezy/ Stefan Batory      | 10 | Paweł Iwanowicz Sapieha                          |         |      | 1558 - 1579             | zm. 1579                                             |
| Stefan Batory/ Zygmunt III Waza                          | 11 | Mikołaj Radziwiłł Mikołaj Mikołajewicz Radziwiłł |         |      | 1579 - 1589             | 1546 – 27 kwietnia 1589                              |
| Zygmunt III Waza                                         | 12 | Teodor Skumin Tyszkiewicz                        |         |      | 1590 - 1618             | 1533, Czarnobyl – przed 6 maja 1618                  |
| Zygmunt III Waza/ Władysław IV Waza                      | 13 | Mikołaj Sapieha                                  |         |      | 1618 - 1638             | 1558 – 1638                                          |
| Władysław IV Waza                                        | 14 | Zygmunt Karol Radziwiłł                          |         |      | 1638 - 1642             | 4 grudnia 1591, Nieśwież - 5 listopada 1642, Asyż    |
| Władysław IV Waza                                        | 15 | Tomasz Sapieha                                   |         |      | 1643 - 1646             | przed 1598 - pomiędzy 2 a 8 kwietnia 1646, Wilno     |
| Władysław IV Waza/ Jan II Kazimierz Waza                 | 16 | Jerzy Chreptowicz Jerzy Littawor Chreptowicz     |         |      | 1646 - 1650             | 1586, Wisznew – 1650                                 |
| Jan II Kazimierz Waza                                    | 17 | Mikołaj Krzysztof Chalecki                       |         |      | 1650 - 1653             | ok. 1589 – 7 kwietnia 1653                           |
| Jan II Kazimierz Waza                                    | 18 | Piotr Kazimierz Wiażewicz                        |         |      | 1653 - 1658             | zm. 2 kwietnia 1658                                  |
| Jan II Kazimierz Waza/ Michał Korybut Wiśnioiwecki       | 19 | Krzysztof Wołodkowicz                            |         |      | 1658 - 1670             | 1590 - 1670                                          |
| Michał Korybut Wiśniowiecki/ Jan III Sobieski            | 20 | Dymitr Samuel Połubiński                         |         |      | 1670 - 1687             | zm. 1687                                             |
| Jan III Sobieski                                         | 21 | Jan Kiersnowski                                  |         |      | 1687 - 1689             | 1622 – 1689                                          |
| Jan III Sobieski/ August II Mocny/ Stanisław Leszczyński | 22 | Stefan Tyzenhauz                                 |         |      | 1689 - 1708             | zm. 28 lutego 1708                                   |
| Stanisław Leszczyński/ August II Mocny                   | 23 | Jan Mikołaj Radziwiłł                            |         |      | 1708 - 1729             | 17 maja 1681, Kleck - 20 stycznia 1729, Czarnawczyce |
| August II Mocny/ Stanisław Leszczyński/ August III Sas   | 24 | Mikołaj Faustyn Radziwiłł                        |         |      | 1729 - 1746             | 21 maja 1688 - 2 lutego 1746, Zdzięcioł              |
| August III Sas                                           | 25 | Jerzy Radziwiłł Jerzy Ansgary Radziwiłł          |         |      | 1746 - 1754             | 4 lutego 1721 - 13 grudnia 1754, Jawór               |
| August III Sas/ Stanisław August Poniatowski             | 26 | Józef Aleksander Jabłonowski                     |         |      | 1755 - 1777             | 4 lutego 1711, Tychomel - 1 marca 1777, Lipsk        |
| Stanisław August Poniatowski                             | 27 | Józef Niesiołowski                               |         |      | 1777 - 1795             | 1728 – 8 marca 1818                                  |